# Andrés Trobat
Andrés Trobat Garcias (Algaida, Islas Baleares, 4 de diciembre de 1925 - Algaida, 30 de marzo de 2011) fue un ciclista español, profesional entre 1948 y 1960 cuyos mayores éxitos deportivos los obtuvo en la Vuelta ciclista a España, donde obtuvo 1 victoria de etapa en la edición de 1950, y en el Campeonato de España de ciclismo en ruta donde lograría la victoria en 1952. Es el ciclista mallorquín que ha participado más veces en grandes acontecimientos ciclistas, seis Vueltas a España, cuatro Tour de Francia y tres Giros de Italia.
Fue conocido entre sus compañeros como el ciclista "ruiseñor" por amenizar las concentraciones con su equipo, cantando y demostrando su gran voz. Se retiró del mundo del ciclismo a los 37 años.

## Palmarés
| 1948 - Fomento 1949 - G.P. San Juan - G.P. Tamarite de Litera - San Fernando 1950 - Alaro - Algaida - Campeonato de las Islas Baleares - G.P. Desmontable - G.P. Trubia - Zamora - 1 etapa de la Vuelta a España 1951 - Peña Capo - Son Cock - 2.º en el Campeonato de España de en Ruta | 1952 - Campeonato de España de en Ruta 1953 - Torrelavega - 2.º en el Campeonato de España de en Ruta 1954 - G.P. Pascuas - Peña Capo - 1 etapa de la Vuelta Ciclista a Valladolid 1955 - Tour de los Pirineos, más 1 etapa - Campeón de España por Regiones 1956 - Zalla 1957 - 1 etapa de la Vuelta a Andalucía |